# HK Zemgale/LLU
HK Zemgale je klub ledního hokeje z lotyšského města Jelgavy. Je účastníkem nejvyšší soutěže Latvijas hokeja līga. Sídlem je Jelgavas ledus halle, která má kapacitu 2 360 diváků. Klubové barvy jsou černá, bílá, žlutá.

## Historie
Klub byl založen v roce 2001 v Jelgavě a od roku 2002 se účastnil lotyšské hokejové ligy jako ASK Zemgale Jelgava. Ve stejné době se herní komunita Hanza / Zemgale Jelgava zúčastnila druhé divize Lotyšska.  V sezóně 2003/03 hrálo mužské mužstvo paralelně v divizi B východoevropské hokejové ligy. Na konci sezóny 2004/05 patřil tým mužů do první divize, ale poté se kvůli finančním problémům z nejvyšší soutěže odhlásil. Poté se hry zúčastnili pouze amatérské a juniorské týmy. V roce 2010 klub opět přihlásil mužský tým do lotyšské hokejové ligy. 
Hned v první sezóně 2002/03 klub skončil na čtvrtém místě. Klubu se zatím nikdy nepodařilo vyhrát ligu a v sezóně 2012/2013 a 2018/2019 skončili na 2. místě. V roce 2016 a 2017 se zúčastnili Lotyšského poháru , kde vypadli v obou sezónách v semifinále.

## Známí bývalí hráči
- Guntis Pujats
- Lauris Dzerins
- Aigars Berzins
- Edgars Lūsiņš